# キサントパンスズメ
キサントパンスズメ（学名：Xanthopan morganii）は、スズメガ科に属するガの一種。アフリカに分布し、非常に長い口吻をもつことで知られる。
Xanthopan 属は本種のみを含む単型属として扱われてきたが、近年は本種のふたつの亜種をそれぞれ独立種とし、Xanthopan 属に 2種を認める場合がある。

## 下位分類と分布
本種は以下の二亜種にわけられ、それぞれ形態や分布域が異なる。
名義タイプ亜種 Xanthopan morganii morganii (Walker, 1856)
分布：西アフリカから東アフリカ（アンゴラ、ブルキナファソ、カメルーン、中央アフリカ、コモロ、コンゴ共和国、コンゴ民主共和国、ギニア、ガボン、ガンビア、ガーナ、コートジボワール、ケニア、モザンビーク、ルワンダ、シエラレオネ、南スーダン、スーダン、サントメ・プリンシペ、タンザニア、ウガンダ、ザンビア、ジンバブエ）
亜種 Xanthopan morganii praedicta Rothschild & Jordan, 1903
分布：マダガスカル
MINET et al. (2021) は、マダガスカルに分布する亜種 ssp. praedicta を種に格上げし、独立種 X. praedicta として扱うことを提唱している。

## 形態

### 成虫
成虫は大型のガであり、きわめて長い口吻を有する。メスはオスよりも大型になる。触角は細長く、先端はかぎ状になる。下唇鬚（英語: palpi）第2節の内側は凹み、通常の鱗粉で覆われ、下唇鬚末節には棘状の突起を有する。脛節には列状の棘をもたないが、中脚脛節には一対の、後脚脛節には二対の突起を有する。跗節には棘をもち、後脚跗節の基部にはブラシ状の毛を、先端には褥盤（英語: pulvillus）および爪間盤 を有する。
成虫形態には亜種によって差異が見られ、前述のとおりそれぞれの亜種を独立種とする場合がある。
タイプ亜種 ssp. morganii
前翅表の地色はオリーブ色に近く、黒と褐色の斑紋を有するほか、中室には明瞭な白色紋を有する。後翅表は暗褐色で基部のみ黄色を呈するが、黄色部は暗褐色帯によって二分される。体の背側は翅と同じくオリーブ色で、腹側は白色を呈する。胸部背側には一対の黒色帯を有する。腹部側面には黒色部が発達し、第1腹節から第3腹節には黒色部の内部に黄色斑がある。MINET et al. (2021) による計測では、本亜種（本種）の口吻長は平均 14.2cm であった。
マダガスカル亜種 ssp. praedicta
前亜種（前種）と比べ、前翅外縁が角ばらずになめらかな弧を描く、前翅中室の白色紋が細く小さい、後翅表の基部がより淡色になる、体の腹側がピンク色を呈する、などの違いが見られる。また、範囲は重なるものの、前亜種と比べて口吻が長く、体サイズも大きくなる傾向が見られる。MINET et al. (2021) による計測では口吻長は平均 20.8cm、最大で 28.5cm に達した。

### 幼生期
以下の幼虫と蛹の形態にかんする記述はタイプ亜種 ssp. morganii のものである。

#### 幼虫
4齢（英語: fourth instar）以降の幼虫は体表が白い刺毛でまばらに覆われる。体色は青緑色で、側面に白色の斜条が7対並ぶ。気門は黒色で、白色の縁取りがある。黒色の尾角は太く、やや下を向き、ライラック色の突起に覆われる。胸脚は濃いピンク色で、基部のみ黒い。腹脚は緑色で、一本の黒い帯を有し、尾脚は黒色部が広い。肛上板は朱色を呈し、先端部のみ黒くなる。前蛹期には腹部の背側にオレンジ色の斑紋が生じる。

#### 蛹
体色は褐色。口吻を収めた鞘状の部位が頭部から長く突出し、二回から三回転する。

## 生態
幼虫の既知の食草は基本的にバンレイシ科に限定され、Annona senegalensis、Hexalobus crispiflorus、Uvaria ovata などが記録されている。蛹化は地中で行われる。
成虫は花から吸蜜する。特に、長い距 (英語: spur) をもつラン科植物の花から吸蜜する事はよく知られているが、ラン科以外の花からの吸蜜も知られている。夜間に行われる吸蜜行動の観察は困難である場合が多く、本種の訪花・吸蜜を実際に観察した報告は少ない。タイプ亜種 ssp. morganii は Aerangis kotschyana、Rangaeris amaniensis、Bonatea  steudneri の 3種のランへの訪花が報告されている。一方、マダガスカル亜種 ssp. praedicta は Angraecum sesquipedale 及びAngraecum compactum の 2種のランの他、Adansonia perrieri（アオイ科)、Clerodendrum 属（シソ科）、Lantana 属（クマツヅラ科）、Crinum 属（ヒガンバナ科）への訪花が報告されており、Aerangis fuscata（ラン科）やさらに他の植物から吸蜜している可能性もあるとされる。
極めて長い口吻を有するマダガスカル亜種 ssp. praedicta と極めて長い距を有する Angraecum sesquipedaleは、送粉昆虫と蜜源植物の共進化の好例として有名であり、以下に示すように進化学的な研究の対象となってきた。

### 研究史

#### ダーウィンとウォレスの「予言」
1862年、チャールズ・ダーウィンはジェームズ・ベイトマンから Angraecum sesquipedaleを譲り受け、著書 "Fertilisation of Orchids" (Darwin 1862) の中で次のように紹介した。
... I must say a few words on the Angræcum sesquipedale (...). In several flowers sent me by Mr. Bateman I found the nectaries eleven and a half inches long, with only the lower inch and a half filled with very sweet nectar. What can be the use, it may be asked, of a nectary of such disproportional length? We shall, I think, see that the fertilisation of the plant depends on this length and on nectar being contained only within the lower and attenuated extremity. It is, however, surprising that any insect should be able to reach the nectar: our English sphinxes have probosces as long as their bodies: but in Madagascar there must be moths with probosces capable of extension to a length of between ten and eleven inches !
日本語訳例：Angraecum sesquipedale について述べなければならない。(中略) ベイトマン氏が送ってくれたいくつかの花においては、蜜腺は 11.5インチもあり、下部の 1.5インチのみが非常に甘い蜜で満たされていた。このような不釣り合いな長さの蜜腺は何のためにあるのか、と尋ねられるかもしれない。先端が細まった下部にのみ蜜が含まれることから、この植物の受粉は蜜腺の長さに左右されることを分かってもらえると思う。しかしながら、何らかの昆虫がその蜜に到達し、それを食べることができるはずであるということは、驚くべきことである。我らがイギリスのスズメガ（Sphinx）は体と同じくらい長い口吻を有しているが、マダガスカルには口吻を 10-11インチまで伸ばすことができるガがいるに違いないのだ！—Darwin (1862, pp. 197–198)
I could not for some time understand how the pollinia of this Orchid were removed, or how it could be fertilised. (...) By this means alone I succeeded in each case in withdrawing the pollinia; and it cannot, I think, be doubted that a large moth must thus act; namely, by driving its proboscis up to the very base, through the cleft of the rostellum, so as to reach the extremity of the nectary; and then withdrawing its proboscis with the pollinia attached to it.
日本語訳例：私は、このランの花粉塊がどのように除去され、どのように受粉がなされるのかをしばらく理解できなかった。（中略）私はいずれの場合においても、この方法によってのみ花粉塊を取り出すことに成功した。大型のガが（送粉者として）このようにふるまうことは疑いようがないと私は思う。すなわち、口吻の先端が蜜腺の先端に達するように、口吻を小嘴体（英語: rostellum）の切れ目から基部へと押し上げ、そして、花粉塊が付着した口吻を引き抜くのである。—Darwin (1862, p. 199)
We can thus partially understand how the astonishing length of the nectary may have been acquired by successive modifications. As certain moths of Madagascar became larger through natural selection in relation to their general conditions of life, either in the larval or mature state, or as the proboscis alone was lengthened to obtain honey from the Angræcum and other deep tubular flowers, those individual plants of the Angræcum which had the longest nectaries (and the nectary varies much in length in some Orchids), and which, consequently, compelled the moths to insert their probosces up to the very base, would be fertilised. These plants would yield most seed, and the seedlings would generally inherit longer nectaries; and so it would be in successive generations of the plant and moth.
日本語訳例：このように、その蜜腺の驚異的な長さがどのようにして、連続的な変化によって獲得されたのかを部分的に理解することができる。幼虫や成虫段階における一般的な生活条件と関連する自然選択を介して大型化したり、Angraecum や他の長い管上の（構造をもつ）花から蜜を得るために口吻のみが長くなったりする。そうすると、Angraecum のうちもっとも長い蜜腺をもち（いくつかのランにおいて、蜜腺の長さにはかなりの（個体）差がある）、その結果、ガに口吻を基部まで挿入させる個体が、受粉することになる。これらの株は（さまざまな長さの距をもつ Angraecum の中で）もっとも多くの種子を生産し、その実生は一般に長い蜜腺を受け継ぐだろう。そしてそれは、植物とガが世代を重ねる中で継続していくだろう。—Darwin (1862, pp. 201–203)
この引用箇所を含む、ダーウィンが同書で行ったランの送粉メカニズムと送粉昆虫に関する様々な記述は、後に共進化 (英語: coevolution) と呼ばれるようになる進化生物学上の概念に関する最初期の言及であると見做されている。植物と昆虫の相互関係が両者に形態の変化を齎すというダーウィンの主張に対しては、様々な反応が寄せられることとなった。例えば、ジョージ・キャンベルは著書 "The Reign of Law" (Campbell 1867) において、ダーウィンの考えを基本的には支持しつつも、「超自然的な存在の目的とデザイン」の関与を認める立場からの批判を行っている。アルフレッド・ウォレスは 1867年、"Creation by Law" と題した学術論文 (WALLACE 1867) において、キャンベルの批判に対する再反論の形で、ダーウィンの主張を支持した。ウォレスは同書において、Ang. sesquipedale とその送粉者について以下のように述べている。
In the Angræcum sesquipedale, however, it is necessary that the proboscis should be forced down into a particular part of the flower, and this would only be done by a large moth straining to drain the nectar from the bottom of the long tube. (...)  I have carefully measured the proboscis of a specimen of Macrosila cluentius from South America in the collection of the British Museum, and find it to be nine inches and a quarter long ! One from tropical Africa (Macrosila morganii) is  seven inches and a half. A species having a proboscis two or three inches longer could reach the nectar in the largest flowers of Angræcum sesquipedale, whose nectaries vary in length from ten to fourteen inches. That such a moth exists in Madagascar may be safely predicted ; and naturalists who visit that island should search for it with as much confidence as astronomers searched for the planet  Neptune,— and they will be equally successful !
日本語訳例：しかし Angraecum sesquipedale においては、（受粉がなされるためには）口吻が花の特定の部分に押し込まれる必要があり、これは、大型のガが長い管の底から蜜を吸い取ろうと努力することによってのみなされる。（中略）大英博物館所蔵の南米産の Macrosila cluentius の標本の口吻を慎重に計測したところ、その長さは 9.25インチにもなった。熱帯アフリカ産のある種（Macrosila morganii）では 7.5インチである。さらに 2-3インチ長い口吻をもつ種であれば、蜜腺の長さが 10-14インチある Angraecum sesquipedale の、もっとも大きな花の蜜にも到達することができるだろう。マダガスカルにそのようなガがいることは確実に予測することができる。マダガスカルを訪問する博物学者は、天文学者が海王星を探したように、自信をもってそれを探すべきである。 ― そして彼らは同様に成功するだろう！—WALLACE (1867, pp. 475–477)

#### 「予言」の的中
ダーウィンはその後 1882年に没するが、ダーウィンの死から 21年後の 1903年、口吻長が 225mm（= 8インチ）に達するスズメガが、マダガスカルから初めて報告されることとなる。これが、本項で紹介する Xanthopan morgani praedicta である。このスズメガを X. morgani の亜種として記載した ROTHSCHILD & JORDAN (1903) は上記のウォレスの記述 (WALLACE 1867, pp. 475–477) を引用しており、亜種小名 "praedicta" はラテン語で「予言された（predicted）」を意味する。ROTHSCHILD & JORDAN (1903) にはダーウィンに関する言及はないが、一般に、本亜種の記載をもって、ダーウィンとウォレスの「予言」は成就したと見なされている。
X. m. praedicta（以下、「本亜種」）は、確かにダーウィンとウォレスが予測したとおり Ang. sesquipedale から蜜を吸えるほど長い口吻を備えていた。しかしながら、本亜種による Ang. sesquipedale への訪花・送粉は長らく、実際には確認されていなかった。野外で Ang. sesquipedale の花粉塊が付着した成虫が採集されたことで、本亜種が Ang. sesquipedale の送粉を行っていることが初めて実際に確認されたのは 1992年のことである。この観察例は、本亜種の Ang. sesquipedale への訪花を実験的に確かめた写真記録とともに Wasserthal (1997) によって正式に報告された。その後、2004年には野外において、本亜種の訪花が映像で記録されている（#外部リンク参照）。写真・映像で確認された本亜種の訪花と送粉は、ダーウィンによる Ang. sesquipedale の送粉様式の推測を裏づけるものであった。

#### 送粉系の進化
ダーウィンが主張したように、長い距をもつランの送粉効率は、花の距の長さと送粉昆虫の口吻の長さの一致に左右される。本亜種と Ang. sesquipedale の、著しく、かつ一致する長さの口吻と距がどのように獲得されたかに関しては、ダーウィン以来、進化学的な研究の対象として注目されてきた。
本亜種と Ang. sesquipedale の送粉共生系の進化に関しては、両者が長期間、一対一の種間関係の中で相互作用（英語: interact）することで進化したとする競争的な共進化モデルがよく知られている。これは、距と口吻の長さの一致による送粉と吸蜜の効率向上をめぐって、両者の間で進化的な競争 (英語: evolutionary race) が発生するというもので、上述のようにダーウィンの主張に端を発している。しかしながらこの仮説はかならずしも確定的なものではなく、近年においては、次に述べるような異論も呈されている。

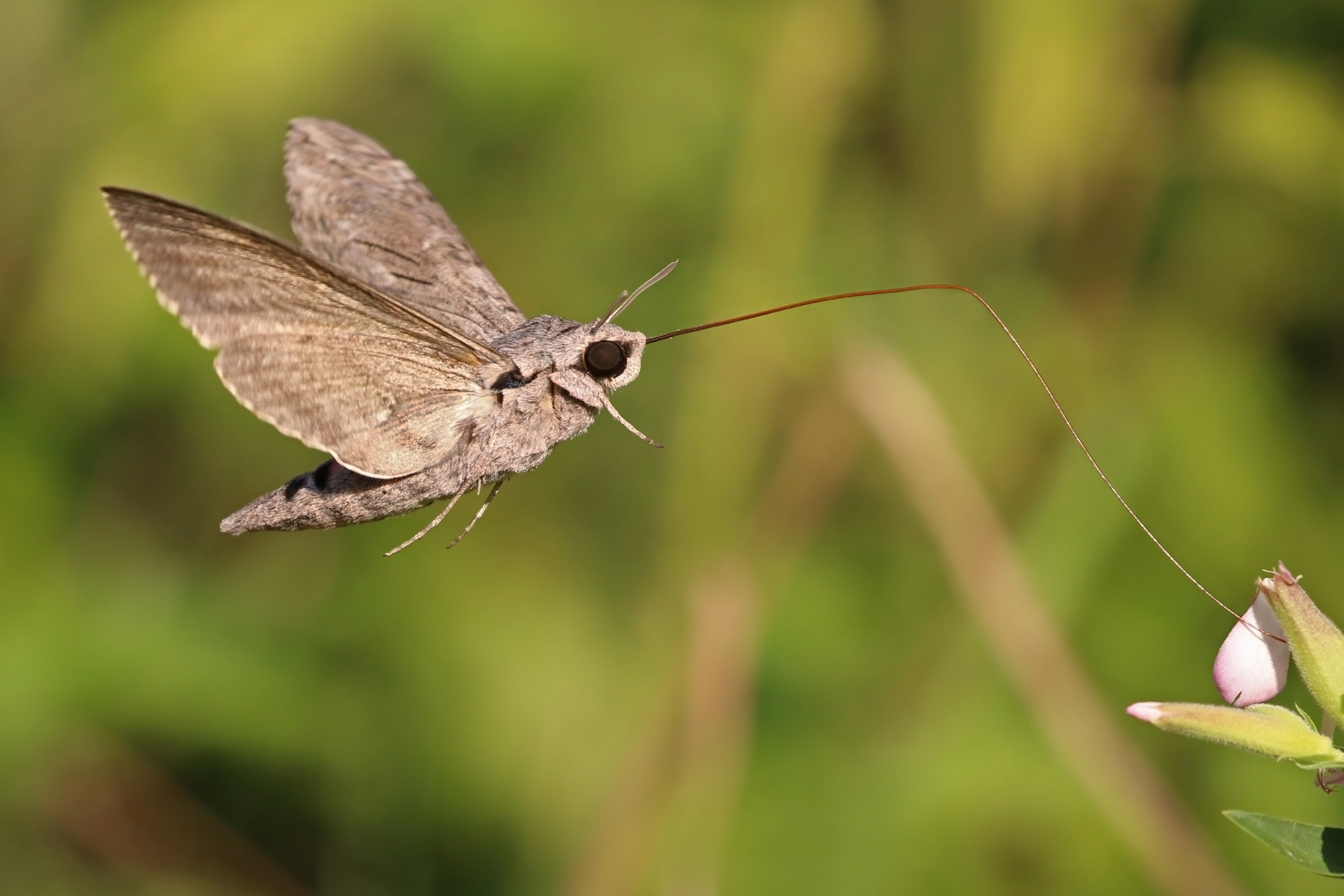
エビガラスズメ, ブルガリア.
本種はマダガスカルにも分布している. Wasserthal (1997) は、本種の Ang. sesquipedale への訪花が観察されたことを報告しているが、送粉は確認されていない.

前述の Wasserthal (1997) は、競争的な共進化モデルに代わる新たな仮説として「送粉者シフトモデル（pollinator-shift model）」を提唱している。これは、本亜種の長い口吻は捕食回避のために進化した形質であり、ランの長い距はそれに適応するかたちで後から進化したものであるとする仮説である。このモデルでは、本亜種と Ang. sesquipedale の送粉共生関係の成立過程を次のように推測する。Ang. sesquipedale の祖先は、もともと本亜種とは異なるスズメガを送粉者（一次送粉者 primary pollinator）としており、本亜種の祖先はランへの訪花を行わない種であった。まず、一次送粉者のスズメガと Ang. sesquipedale の祖先との間に競争的な共進化が起き、一次送粉者の口吻と Ang. sesquipedale の祖先の距が長くなっていく。距がある一定の長さを超えると、一次送粉者とは別に、捕食回避のために長い口吻を進化させていた本亜種の祖先が蜜を利用するようになる。この段階に入ると距の長さを伸ばす選択圧（英語: selective pressure）が強まり、徐々に一次送粉者の口吻が蜜に届かないほど長い距が獲得されることになる。やがて、一次送粉者は Ang. sesquipedale から吸蜜できなくなり、Ang. sesquipedale の主たる送粉者が一次送粉者である別種のスズメガから本亜種へと切り替わる（シフトする）。この送粉者シフトモデルに対してはいくつかの批判も寄せられたが、現在では植物と昆虫の送粉共生系に関する重要な理論と見なされている。
また、競争的な共進化モデルに関しても、ダーウィンの主張が修正なしにそのまま受け入れられているわけではない。生態学的な知見の蓄積が進んだ現代においては、ダーウィンが想定していた、ある特定の植物と送粉者が一対一で対応する共進化関係（pairwise coevolution）が、実際には比較的まれであることが明らかになっている。現在では多くの場合、植物と送粉者の間の共進化関係には複数種の植物種と複数種の動物種が関与すると考えられており、複数種どうしが関与するこのような共進化は「拡散共進化（diffuse coevolution）」と呼ばれる。
上述のように本亜種は Ang. sesquipedale のみを唯一の蜜源としているわけではなく、また、送粉は確認されていないものの、本亜種以外のスズメガによる Ang. sesquipedale への訪花も観察されている。マダガスカルには本亜種と Ang. sesquipedale 以外にも、長い口吻をもつスズメガや長い距をもつランが複数種分布しており、それぞれが複雑に相互作用しあっていると考えられている。従って、これらの他種の関与は、本亜種と Ang. sesquipedale の共進化を考えるうえでも無視できない要素であると言える。本亜種と Ang. sesquipedale の送粉共生系に関してはさまざまな議論があり現在も研究が進んでいるが、その成立過程を説明する理論としては、両者が長期間、一対一で相互作用してきたとする従来の競争的な共進化モデルよりも、前述の送粉者シフトモデルと拡散共進化モデルが有力であるという見方が近年強まっている。